# En l'an 2000

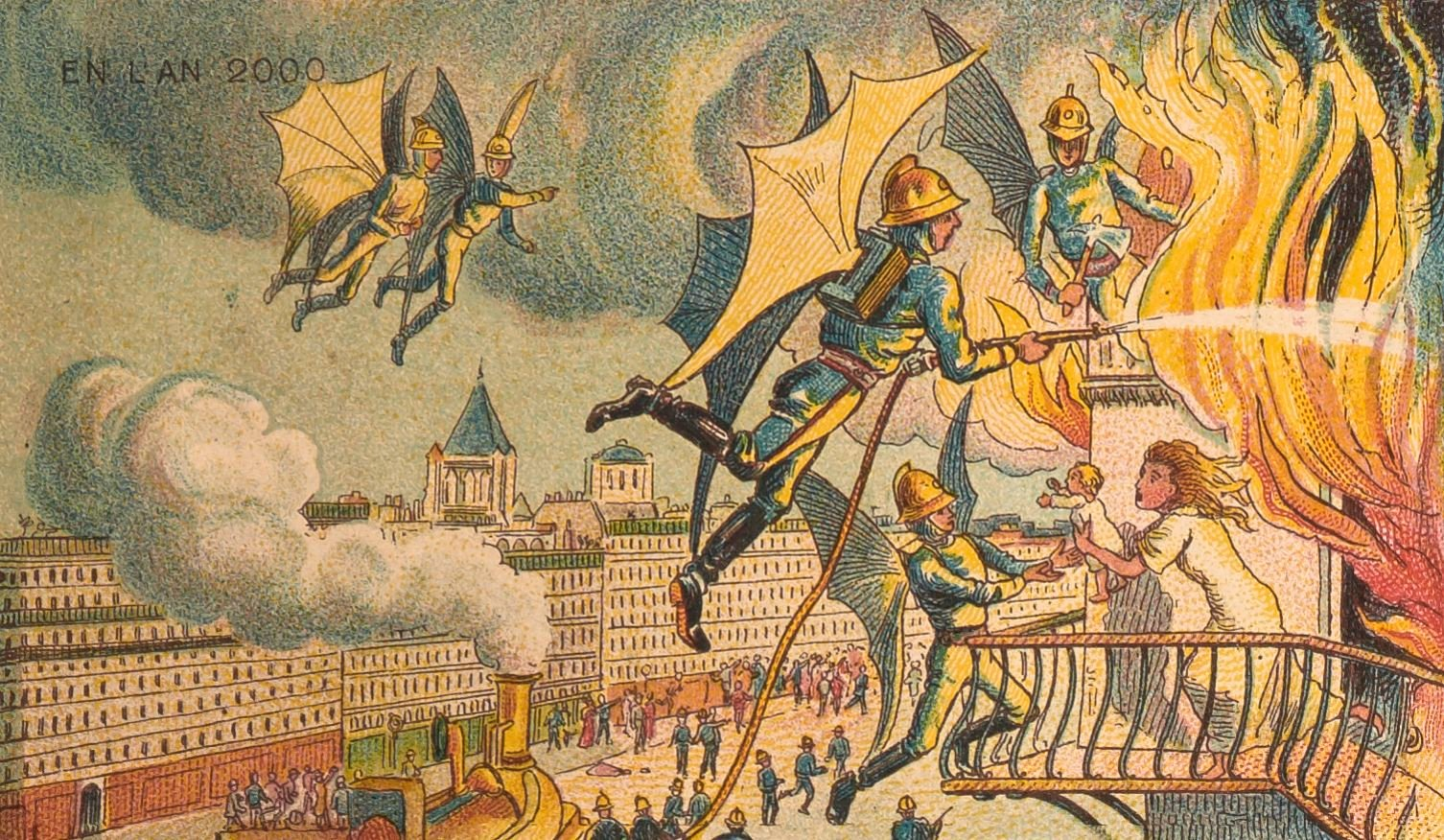
Les Pompiers aériens, una delle venticinque illustrazioni

En l'an 2000 o Visions de l'an 2000 è una serie di cromolitografie stampate dalla tipografia francese " Litographie Villemard & fils, rue de Glacière 16, Paris" depositata copia il 21 Giugno 1910,  raffiguranti l'anno 2000 come immaginato dall'autore. Furono originariamente pubblicate su una serie di cartoline allegate, come omaggio, a qualche prodotto alimentare. Si tratta di venticinque vignette raccolte in tre fogli. L'unico set conosciuto di queste cartoline era posseduto da Isaac Asimov, che nel 1986 le pubblicò nel suo libro Nostalgia del futuro (Futuredays).

## Le vignette
La serie del deposito legale è composta di 25 vignette raccolte in tre fogli, accompagnate da didascalia in lingua francese, nella catalogazione di Lucilla De Magistris del 1994, classifica 66 immagini (Continental Catalogue by Printer 1994- Museo della Figurina - Comune di Modena) :
1. Éclaireurs cyclistes[4] (scout ciclisti): raffigura degli esploratori militari su speciali motociclette equipaggiate con uno scudo protettivo ed un'arma da fuoco a canna lunga (vedi immagine)
2. Le train électrique Paris Pékin[5] (il treno elettrico Parigi Pechino): un treno di fantasia con ruote oblique, composto di due carrozze in legno in stile "Belle Époque"[6] ed una locomotiva dall'aspetto futuribile ed aerodinamico, è fermo ad una stazione con alcuni passeggeri in procinto di salire a bordo. La foggia degli abiti e delle acconciature di questi ultimi allude alla loro provenienza parigina e pechinese. (vedi immagine)
3. Le Barbier nouveau Jeu[7] (il barbiere nuovo gioco): un salone dove un unico barbiere manovra, tramite una leva ed altri strumenti, alcuni robot dotati di bracci meccanici multipli che si prendono cura dei clienti (vedi immagine).
4. Chantier de construction électrique[8] (il cantiere di costruzione elettrico): in un cantiere edilizio un unico operatore, seduto all'interno di una cabina identificata dalla scritta "architecte" (architetto, in francese) consulta il progetto (un foglio con la scritta "plan") e manovra attraverso un pannello di interruttori una serie di macchine che, sullo sfondo, stanno assemblando un edificio (vedi immagine).
5. L'Agent Aviateur[9] (l'agente aviatore): un agente di polizia in uniforme, in volo grazie ad ali meccaniche, dirige il traffico di piccoli aeroplani monoposto nel cielo sopra una grande città. (vedi immagine).
6. Les Pompiers aériens[10] (i pompieri aerei): alcuni vigili del fuoco, in volo grazie ad ali meccaniche, domano un incendio. (vedi immagine).
7. Sentinelle avancée en Hélicoptère[11] (sentinella avanzata in elicottero): raffigura un piccolo elicottero monoposto all'interno del quale una persona scruta alcuni edifici lontani. (vedi immagine).
8. Le Lawo - Tennis[12] (il "lawo-tennis"): raffigura quattro persone, intorno ad una rete sorretta da pali, mentre giocano a tennis sospesi a piccoli ultraleggeri indossati a zaino (vedi immagine).
9. Automobiles de Guerre[13] (automobili da guerra): raffigura uno scontro a fuoco tra gli occupanti, presumibilmente soldati, di due autovetture corazzate, una delle quali sperona l'altra distruggendola (vedi immagine).
10. Correspondance Cinéma - Phono - Télégraphique[14] ("corrispondenza cine-fono-telegrafica"): raffigura un uomo, assistito da un operatore telegrafista, mentre dialoga tramite un apparecchio telefonico con una donna che vede proiettata su uno schermo (vedi immagine).
11. Aéronat au long cours[15] ("dirigibile a lungo raggio"): raffigura un'aeronave costituita da una grande imbarcazione sospesa a due palloni aerostatici affiancati, mentre sorvola il mare (vedi immagine).
12. Auto-Patins à Roues[16] ("auto-pattini a ruote"): raffigura alcune persone che fanno pattinaggio su pattini a ruote dotati di batterie, il che lascia intuire che siano propulsi elettricamente (vedi immagine).
13. Missive phonographique[17] ("lettera fonografica"): un inserviente consegna un cilindro fonografico ricevuto per corrispondenza ad una persona seduta a fianco di un fonografo (vedi immagine).
14. Madame à sa Toilette[18] ("signora alla sua toilette"): una donna seduta dietro un paravento, mediante l'uso di un pannello laterale con comandi di alcuni pedali, controlla una serie di bracci meccanici che provvedono a pettinarla e truccarla. Sullo sfondo si intravede una vasca da bagno dotata di spazzola meccanica (vedi immagine).
15. Un Dîner chimique[19] ("una cena chimica"): due camerieri servono cibo in capsule ad alcuni commensali seduti intorno ad un tavolo (vedi immagine).
16. À l'École[20] ("a scuola"): un insegnante introduce alcuni libri nella tramoggia di un dispositivo che, azionato da un assistente mediante una manovella a mano, traduce il contenuto in segnali audio che vengono direttamente trasmessi alle cuffie indossate dagli allievi (vedi immagine).
17. Parlez au Concierge[21] ("parlando con il portiere"): una donna in abiti eleganti parla con il portiere di uno stabile sul terrazzo dell'edificio. Dietro di essi, due insegne: la prima, concierge indica l'ingresso dell'alloggio del custode, la seconda indica l'ascensore qui chiamato "descenseur" (discensore) a rimarcare il capovolgimento dell'edificio dove il portiere si trova in cima all'edificio anziché al piano terreno. In secondo piano, un aeroplano somigliante ad una carrozza attende in fondo ad una passerella (vedi immagine).
18. Dictant son courrier[22] ("dettare la posta"): un uomo seduto alla propria scrivania detta la corrispondenza ad un grammofono in grado di tradurre la voce in testo e trascriverlo su carta grazie ad un dispositivo simile ad una macchina per scrivere (vedi immagine).
19. Audition du Journal[23] ("ascolto del giornale"): un uomo ed una donna ascoltano un fonografo, la scritta "Gazette du XXI siècle" lascia intendere che stiano ascoltando un notiziario inciso sul cilindro fonografico(vedi immagine).
20. Une Curiosité[24] ("una curiosità"): un cavallo viene mostrato ad un pubblico incuriosito (vedi immagine).
21. Chauffage au Radium[25] ("riscaldamento al radio"): alcune persone radunate intorno ad un caminetto domestico dove il fuoco è sostituito da un qualche dispositivo il cui funzionamento, come suggerisce la didascalia, sarebbe basato sul decadimento del radio (vedi immagine).
22. Un tailleur dernier Genre[26] ("un sarto dell'ultimo tipo"): in una bottega di sartoria una macchina produce, a partire da rotoli di tessuto, un abito completo su misura per il cliente, rilevando le misure di quest'ultimo mediante un sistema di pantografi e compassi (vedi immagine).
23. Une Fête des Fleurs[27] ("una festa dei fiori"): persone si lanciano fiori da piccoli aeromobili che nella foggia ricordano carrozze di tipo landò (vedi immagine).
24. L'avenue de l'Opéra[28] ("il viale dell'Opera"): mostra un intenso traffico di svariati aeromobili di fantasia sopra una grande città (vedi immagine).
25. Un Sauvetage[29] ("il viale dell'Opera"): un rudimentale biplano, da cui viene lanciata una corda, va in soccorso a due persone a bordo di una imbarcazione che sta affondando in un mare tempestoso (vedi immagine).
26. Le Coup de l' Etrier ("il bicchiere della staffa") un oste porge un vassoio con il "bicchiere della staffa" al conducente di un piccolo aeroplano monoposto, già a bordo del proprio velivolo.